# Gonzalo Espinoza
Gonzalo Alejandro Espinoza Toledo (Constitución, 1990. április 9. –) válogatott chilei labdarúgó, középpályás.

## Pályafutása

### Klubcsapatban
2010-ben a Barnechea, 2011 és 2013 között az Unión San Felipe labdarúgója volt. 2011-ben az argentin Racing Club, 2012–13-ban az argentin Arsenal de Sarandí csapataiban szerepelt kölcsönben. 2013–14-ben az argentin All Boys, 2014 és 2017 között az Universidad de Chile, 2016-ban az argentin Patronato játékosa volt. 2017–18-ban a török Kayserispor együttesében játszott. 2018-ban visszatért az Universidad de Chile csapatához, ahol 2021-ig szerepelt. 2022 óta az Unión Española játékosa. Az Arsenal de Sarandí csapatával egy-egy argentin bajnoki címet és kupagyőzelmet ért el. Az Universidad de Chile együttesével kétszeres chilei bajnok és egyszeres kupagyőztes lett.

### A válogatottban
2015-ben egy alkalommal szerepelt a chilei válogatottban.